# Корліно
Корліно (пол. Korlino) — село в Польщі, у гміні Постоміно Славенського повіту Західнопоморського воєводства.
Населення — 173 особи (2011).
У 1975-1998 роках село належало до Слупського воєводства.

## Демографія
Демографічна структура станом на 31 березня 2011 року:
|          | Загалом | Допрацездатний вік | Працездатний вік | Постпрацездатний вік |
| -------- | ------- | ------------------ | ---------------- | -------------------- |
| Чоловіки | 96      | 22                 | 69               | 5                    |
| Жінки    | 77      | 21                 | 44               | 12                   |
| Разом    | 173     | 43                 | 113              | 17                   |